# Route nationale 570
Pour les articles homonymes, voir Route nationale 570 (homonymie).
La route nationale 570, ou RN 570, est une ancienne route nationale française reliant Avignon aux Saintes-Maries-de-la-Mer.

## Histoire
Cette route a été créée en 1933 par classement de chemins de grande communication. Elle est définie comme étant la route « d'Avignon à Saintes-Maries-de-la-Mer ».
La section d'Arles aux Saintes-Maries-de-la-Mer est déclassée en route départementale 570 à la suite de la réforme de 1972, mais le déclassement ne prend effet qu'en 1981. Elle est ainsi définie comme la route d'Avignon, sur la route nationale 100, à Arles, sur la route nationale 113. Une deuxième réforme de 2005 déclasse le reste de son parcours ; elle devient la RD 570N.
En 1988, la déviation de Tarascon a été mise en service, par transformation de la RD 79A ; sa traversée devient la RD 970.

## Tracé
- Avignon (km 0)
- Rognonas (km 3)
- Graveson (km 11)
- Tarascon
- Arles (km 27 à 51)
- Albaron, commune d'Arles
- Mas de Pioch et Pioch Badet, communes des Saintes-Maries-de-la-Mer
- Saintes-Maries-de-la-Mer (km 74)

## Sites remarquables
- Avignon : Palais des Papes
- Tarascon : Abbaye Saint-Michel de Frigolet, Villa de Tartarin, Porte de la Condamine, Château de Goubelet, Chapelle Saint-Gabriel (par RD 33)
- Fontvieille : Moulin de Daudet (par RD 17)
- Arles : ville romaine, Abbaye de Montmajour, Musée de la Camargue, Mas du Pont de Rousty
- Camargue : Plaine de la Camargue, Étang de Vaccarès (par RD 37)
- Saintes-Maries-de-la-Mer : Château d'Avignon, parc ornithologique, Route de Cacharel (RD 85a), étang de Malagroy